# La freccia nella polvere
La freccia nella polvere (Arrow in the Dust) è un film del 1954 diretto da Lesley Selander.
È un film western statunitense con Sterling Hayden, Coleen Gray e Keith Larsen. È basato sul romanzo del 1954 Arrow in the Dust di L. L. Foreman.

## Trama
Il disertore della cavalleria Bart Laish si imbatte in un carro caduto in un'imboscata e in un maggiore ferito a morte. La richiesta dell'ufficiale morente è che Laish raggiunga il resto della carovana e la aiuti a guidarla in sicurezza verso un forte.
Laish trasporta il corpo del maggiore, poi indossa la sua uniforme e assume la sua identità quando si unisce a una carovana che è stata ripetutamente attaccata dagli indiani. All'inizio non è ben accettato da Christella Burke, che possiede uno dei vagoni, e dal tenente Steve King, che fino ad ora ha guidato la carovana. Laish ha anche un conflitto con uno dei membri della carovana che lo sfida.
Incapaci di capire perché gli indiani continuino a organizzare incursioni contro i loro carri, Laish e l'esploratore Crowshaw li distraggono con casse di liquori. Questo irrita Tillotson, un commerciante, perché usano il suo grande e pesante carro come esca. Christella, colpita dal coraggio di Laish, ne scopre accidentalmente la sua vera identità. Nel tentativo di respingere l'attacco degli indiani Laish chiede a Crowshaw di incendiare e far precipitare il carro di Tillotson. Nel far questo Crowshaw scopre che il carro è pieni di fucili a ripetizione e munizioni che gli indiani hanno sempre cercato di ottenere assaltando la carovana. Nella colluttazione con Tillotson, Crowshaw lo uccide e riesce a far precipitare il carro dalla montagna. Gli indiani, visto che il carro carico di fucili e munizioni esplode ed è perso, si ritirano.  Christella è innamorata di Laish, che decide di consegnarsi alla cavalleria che finalmente è giunta in aiuto da Fort Laramie, ma il tenente King si offre come garante di Laish per difenderlo dall'accusa di diserzione in virtù dell'opera svolta per salvare la carovana.

## Produzione
Il film, diretto da Lesley Selander su una sceneggiatura di Don Martin con il soggetto di L.L. Foreman, fu prodotto da Hayes Goetz per la Allied Artists Pictures e girato nell'area di Burro Flats nelle Simi Hills e nell'Iverson Ranch a Chatsworth, Los Angeles, in California. Il titolo di lavorazione fu The Deserter. Il brano della colonna sonora The Weary Stranger fu composto da Jimmy Wakely.

## Distribuzione
Il film fu distribuito con il titolo Arrow in the Dust negli Stati Uniti dal 25 aprile 1954 al cinema dalla Allied Artists Pictures.
Altre distribuzioni:
- in Svezia il 21 febbraio 1955 (Desertören)
- in Finlandia il 1º luglio 1955 (Lainsuojaton muukalainen)
- in Germania Ovest il 30 dicembre 1955 (Pfeile in der Dämmerung)
- in Austria (Pfeile in der Dämmerung)
- in Portogallo (A Coragem de Um Desertor)
- in Francia (Emboscado e Le défi des flèches)
- in Spagna (Flechas incendiarias)
- in Italia (La freccia nella polvere)

## Promozione
La tagline è: "Ablaze with the gun-thundering terrors of the West's most violent days!".